# Nhà thờ chính tòa Las Palmas
Nhà thờ chính tòa Las Palmas (tiếng Tây Ban Nha: Cathedral of Las Palmas de Gran Canaria, tiếng Anh: Holy Cathedral-Basilica of Canary hay Cathedral of Las Palmas de Gran Canaria, tước hiệu: Nhà thờ chính tòa Thánh Anna) là nhà thờ chính tòa của Giáo phận Canaria, nằm ở Las Palmas de Gran Canaria, Quần đảo Canaria.

## Lịch sử
Nhà thờ hiện nay được bắt đầu xây dựng năm 1500 bởi giám mục Fr. Diego de Muros (d. 1524), Santiago. Ông là giám mục thứ ba của Las Palmas. Kiến trúc sư của nhà thờ là Don Diego Montaude. Các thiết kế nhà thờ được cho là của Don mặc dù Juan de Palacio là người xây dựng nhà thờ rất thành công sau đó.
Nhà thờ chính tòa Las Palmas là nhà thờ duy nhất trong quần đảo Canary cho đến năm 1819, khi Giáo phận San Cristóbal de La Laguna được thành lập (còn gọi là Giáo phận Tenerife) có trụ sở tại Nhà thờ chính tòa La Laguna, với quyền tài phán đối với các đảo của tỉnh Santa Cruz de Tenerife.